# Reduction
Reduction es el cuarto, y último, álbum publicado en solitario por Peter Banks, exguitarrista del grupo Yes.

## Pistas
1. «Diminuendo in Bloom»
2. «Tone Down»
3. «The Age of Distortion»
4. «Fade to Blue»
5. «Fathat»
6. «As Night Falls...»
7. «Consolation in Isolation»
8. «Dirty Little Secret»
9. «As Ever»
10. «Pirate's Pleasure»
11. «Rosa Nova»

## Músicos
- Peter Banks - Guitarra, teclados.